# La Tuque (terytorium równoważne)
La Tuque – terytorium równoważne z regionalną gminą hrabstwa (territoire équivalent à une municipalité régionale de comté, TÉ) w regionie administracyjnym Mauricie prowincji Quebec, w Kanadzie. Gminy nie wchodzące w skład żadnej regionalnej gminy hrabstwa łączy się w TÉ głównie do celów statystycznych.
Terytorium ma 15 130 mieszkańców. Język francuski jest językiem ojczystym dla 75,4%, atikamekw dla 22,6%, a angielski dla 1,3% mieszkańców (2011).
W skład terytorium wchodzą:
- miasto La Tuque
- gmina La Bostonnais
- gmina Lac-Édouard
- rezerwat indiański Coucoucache
- rezerwat indiański Wemotaci
- rezerwat indiański Obedjiwan.